# Expeditie Robinson 2013
Expeditie Robinson 2013 was het veertiende reguliere seizoen van Expeditie Robinson, een televisieprogramma waarin deelnemers moeten overleven op een onbewoond eilanden en tegen elkaar strijden voor de overwinning.
Dit was het eerste seizoen dat alleen in Nederland werd uitgezonden, op RTL 5. Ook was dit het laatste seizoen waarin Evi Hanssen presentatrice van het programma was, haar taak werd hierna overgenomen door Nicolette Kluijver. Er deden dat jaar alleen bekende Nederlanders mee.
Eerst werd gemeld dat er 14 deelnemers zouden zijn in plaats van 16. De deelnemers waren Geraldine Kemper,  Jan Versteegh, Zimra Geurts, Géza Weisz, Kees Boot, Rapper Sef, Veronica van Hoogdalem, Negativ, Sanne Vogel, Anna-Alicia Sklias, Edith Bosch, Everon Jackson Hooi, Valentijn de Hingh en Hans Ubbink. Op 3 september werd echter bekendgemaakt dat er toch 16 deelnemers meededen. De twee nog onbekende deelnemers waren Robert Kranenborg en Paulien Huizinga.
Uiteindelijk won Edith Bosch dit seizoen in een finale die voor de derde keer in de geschiedenis van het programma volledig uit vrouwen bestond.

## Expeditieleden
| Naam                   | Beroep / bekend van                                              | Resultaat           |
| ---------------------- | ---------------------------------------------------------------- | ------------------- |
| Edith Bosch            | Olympische judoka                                                | Winnaar             |
| Geraldine Kemper       | Presentatrice, bekend van Spuiten en Slikken                     | Verliezend-Finalist |
| Anna-Alicia Sklias     | Danseres en presentatrice, bekend van So You Think You Can Dance | Verlizend-Finalist  |
| Kees Boot              | Acteur, bekend van ZOOP                                          | 4e                  |
| Zimra Geurts           | Fotomodel, bekend van Playboy                                    | 5e                  |
| Hans Ubbink            | Modeontwerper                                                    | 6e                  |
| Paulien Huizinga       | Presentatrice en voormalig Miss Universe Nederland               | 7e                  |
| Géza Weisz             | Acteur, bekend van Timboektoe                                    | 8e                  |
| Jan Versteegh          | Verslaggever bij PowNews                                         | 9e                  |
| Sef                    | Rapper, bekend van Broodje Bakpao                                | 10e                 |
| Sanne Vogel            | Actrice, bekend van Het schnitzelparadijs                        | 11e                 |
| Valentijn de Hingh     | Model, bekend van de documentaire Valentijn                      | 12e                 |
| Robert Kranenborg      | Chefkok, bekend van Over de Kook                                 | 13e                 |
| Veronica van Hoogdalem | Presentatrice, bekend van TMF                                    | 14e                 |
| Everon Jackson Hooi    | Acteur, bekend van Goede tijden, slechte tijden                  | 15e                 |
| Negativ                | Rapper en acteur, bekend van Alleen maar nette mensen            | 16e                 |

## Kijkcijfers
| Afleveringen  | Datum             | Kijkcijfers | KDH  | MADL  | Plek |
| ------------- | ----------------- | ----------- | ---- | ----- | ---- |
| De Kandidaten | 29 augustus 2013  | 962.000     | 6,2% | 15,9% | 6    |
| Aflevering 1  | 5 september 2013  | 1.004.000   | 6,5% | 18,1% | 4    |
| Aflevering 2  | 12 september 2013 | 1.335.000   | 8,7% | 21,3% | 3    |
| Aflevering 3  | 19 september 2013 | 1.325.000   | 8,6% | 19,0% | 3    |
| Aflevering 4  | 26 september 2013 | 1.403.000   | 9,1% | 20,8% | 3    |
| Aflevering 5  | 3 oktober 2013    | 1.168.000   | 7,6% | 16,2% | 5    |
| Aflevering 6  | 10 oktober 2013   | 1.213.000   | 7,9% | 17,6% | 6    |
| Aflevering 7  | 17 oktober 2013   | 1.296.000   | 8,4% | 17,5% | 5    |
| Aflevering 8  | 24 oktober 2013   | 1.089.000   | 7,1% | 15,0% | 6    |
| Aflevering 9  | 31 oktober 2013   | 1.228.000   | 8,0% | 16,8% | 9    |
| Aflevering 10 | 7 november 2013   | 1.247.000   | 8,1% | 16,4% | 7    |
| Aflevering 11 | 14 november 2013  | 1.311.000   | 8,5% | 17,8% | 5    |
| Aflevering 12 | 21 november 2013  | 1.314.000   | 8,5% | 18,4% | 5    |
| Aflevering 13 | 28 november 2013  | 1.168.000   | 7,6% | 16,7% | 7    |
| Aflevering 14 | 5 december 2013   | 1.328.000   | 8,6% | 18,3% | 5    |
| Finale        | 12 december 2013  | 1.225.000   | 8,0% | 17,9% | 4    |